# Pekao Szczecin Open 2011
Il Pekao Szczecin Open 2011 è stato un torneo professionistico di tennis che si è giocato su campi in terra rossa. È stata la 19ª edizione del torneo che faceva parte della categoria Tretorn SERIE+ nell'ambito dell'ATP Challenger Tour 2011. Gli incontri si sono svolti a Stettino in Polonia dal 12 al 18 settembre 2011.

## Partecipanti

### Teste di serie
| Nazionalità | Giocatore        | Ranking* | Testa di serie |
| ----------- | ---------------- | -------- | -------------- |
| Spagna      | Albert Montañés  | 42       | 1              |
| Romania     | Victor Hănescu   | 72       | 2              |
| Portogallo  | Rui Machado      | 79       | 3              |
| Francia     | Éric Prodon      | 88       | 4              |
| Brasile     | João Souza       | 90       | 5              |
| Kazakistan  | Andrej Golubev   | 98       | 6              |
| Argentina   | Horacio Zeballos | 112      | 7              |
| Germania    | Dustin Brown     | 116      | 8              |

- 1 Ranking al 29 agosto 2011.

### Altri partecipanti
Giocatori che hanno ricevuto una wild card:
- Piotr Gadomski
- Andriej Kapaś
- Arkadiusz Kocyła
- Albert Montañés

Giocatori che sono passati dalle qualificazioni:
- Tihomir Grozdanov
- Renzo Olivo
- Olivier Patience
- Michał Przysiężny

## Campioni

### Singolare
Rui Machado ha battuto in finale  Éric Prodon con il punteggio di 2–6, 7–5, 6–2.

### Doppio
Marcin Gawron /  Andriej Kapaś hanno battuto in finale  Andrej Golubev /  Jurij Ščukin con il punteggio di 6–3, 6–4.